# Paddy Ashdown
Jeremy John Durham Ashdown (New Delhi, 27. veljače 1941. – Norton-sub-Hamdon, 22. prosinca 2018.), poznat jednostavno kao Paddy Ashdown, bio je britanski političar koji je bio vođa liberalnih demokrata od 1988. do 1999. Ashdonova titula je barun Ashdown od Nortona pod Hamdonom (eng. Baron Ashdown of Norton-sub-Hamdon), član je Tajnog vijeća Velike Britanije i vitez Britanskog Carstva (eng. Knight of the British Empire). 

## Životopis
Ashdown je najstariji od sedam djece od oca nepraktičnog katolika i majke protestantkinje. Rodio se New Delhiju u Indiji gdje je njegov otac bio kapetanom u indijskoj vojsci. Odrastao je uglavnom u Sjevernoj Irskoj i učio je u školi Bedford u Engleskoj. Od 1959. do 1972. godine bio je mornar u Kraljevskoj mornarici i časnik u komandosima i specijalnoj brodskoj službi. Nakon što je napustio mornaricu, radio je na industriji dok nije bio izabran kao član parlamenta iz Yeovila za liberalnu stranku. Tijekom 1970-ih godina je radio kao diplomat u Ženevi, a postojale su špekulacije da je zapravo cijelo vrijeme radio za MI6 te da je posao diplomata bila krinka.
U Britanskom domu naroda bio je predstavnik SDP-liberalnog saveza za trgovinu i industriju, a kasnije i za obrazovanje. Nakon udruživanja koje je stvorilo liberalne demokrate, postao je vođom stranke. Vodio je liberalne demokrate na dvama izborima, 1992. i 1997. godine. Kao vođa, značajno je promicao suradnju liberalnih demokrata i "Nove" laburističke stranke, a imao je i redovne tajne sastanke s Tonyjem Blairom u kojima su planirali koalicijsku vladu. Nakon što su laburisti pobijedili 1997. godine, uspostavilo se je "Jenkinsov odbor" s liberalnim demokratskim predsjednikom Roy Jenkinsom, radi razmatranja izbornog preustrojstva, što je bio Ashdownovim glavnim zahtjevom.
Ashdown je napustio vodstvo 1999. godine, a naslijedio ga je Charles Kennedy. Postao je vitezom 2000. godine, a 2001. godine, nakon što je napustio Dom naroda, proglašen je i doživotnim članom Doma lordova. Nakon što je napustio britansku politiku, Ashdown, koji je uvijek podržavao međunarodnu intervenciju u Bosni i Hercegovini, postao je visokim predstavnikom međunarodne zajednice u Bosni i Hercegovini 27. svibnja 2002. godine. Nadaren je poliglot. Govori mandarinski kineski i druge jezike.
Poznat je kao tvorac izmišljene Tuđmanove salvete, lažiranog "dokaza" za mit o podjeli BiH između Tuđmana i Miloševića i podloge za tezu o agresiji Hrvatske na BiH. Ta je salveta iskorištena već četvrti dan operacije Oluja, kao dio informacijskog rata protiv operacije Oluje. O lažnosti ove salvete napisano je mnogo. Podvala ovog engleskog političara vrlo je brzo raskrinkana. Toliko je ponavljana po inozemnim a nažalost i hrvatskim medijima "kao nepobitan dokaz hrvatske ekspanzionističke politike" tako uporno i često da je postalo neizbježno da je Paddy Ashdown ponovi i na Međunarodnom kaznenom sudu za područje bivše Jugoslavije u slučaju protiv generala Blaškića.
Voljen i cijenjen među Bošnjacima. Radio na pretvaranju BiH u građansku državu i smjenjivanju zastupnika Hrvata i Srba koji su, prema njegovom mišljenju, pokušavali narušiti stabilnost u BiH. Smijenio je veliki broj dužnosnika, osobito iz Republike Srpske. I poslije odlaska s funkcije visokog predstavnika MZ u BiH radio na sprječavanju Hrvata da uvećaju stupanj svoje autonomije u BiH i uvedu svoju vlast. Skupa s bivšim visokim predstavnicima Christianom Schwarz-Schillingom i Carlom Bildtom uputio otvoreno pismo šefici diplomacije EU Federici Mogherini u kojem upozoravaju na "miješanje Hrvatske u unutarnje stvari BiH". Ashdownova privrženost takvoj BiH bila je velika pa je inzistirao da mu na nadgrobnom njegovom spomeniku ne pišu ni nenasljedne titule lorda, ni baruna, koje su mu pripadale, nego, uz njegovo ime, isključivo funkcija bivšeg visokog predstavnika za Bosnu i Hercegovinu. Na zahtjev obitelji Paddyja Ashdowna reisu-l-ulema Husein Kavazović sudjelovao je 10. rujna 2019. u komemoraciji organiziranoj u Westminsterskoj opatiji u nazočnosti velikog broja britanskih dužnosnika i članova kraljevske obitelji te je na komemoraciji Ashdownu čitao nekoliko ajeta iz Kurana. Komemoraciji je prisustvovao i član Predsjedništva BiH iz reda Hrvata Željko Komšić.